# 陈必昌
陈必昌（1977年7月—），男性，福建漳平人。中华人民共和国政治人物。1999年8月参加工作，1998年10月加入中国共产党。
2005年10月，任共青团中央青工部青年企业家工作处副处长。2008年1月，任城市青年工作部企业处副处长。2009年1月，任全国青少年北戴河活动营地副主任(正处级)。2010年12月，任城市青年工作部机关事业处处长。
2011年9月，任共青团山东省委副书记。2016年11月，任共青团山东省委书记。
2018年12月，出任东营市委副书记兼利津县委书记，2020年9月出任东营市人民政府副市长、代理市长。2022年2月26日，陈必昌当选为东营市人民政府市长。